# Playa El Doradillo
La playa El Doradillo es una playa de la costa atlántica de Argentina ubicada sobre el golfo Nuevo a 15 km al norte de Puerto Madryn, departamento Biedma, provincia del Chubut. Forma parte de un área natural protegida y es un sitio de avistaje de ballena franca austral (Eubalaena australis). El área se extiende desde Punta Arco hasta Cerro Prismático a lo largo de 25 km. 
La reserva natural fue creada en el año 2001.
Esta playa es famosa por su gran cantidad de avistamientos de cetáceos a corta distancia y considerada el mejor lugar del mundo para su observación de la ballena franca austral. Asimismo, está en el puesto 51 de las 100 mejores playas del mundo.
Hay varias playas dentro de la reserva, siendo las más populares Playa Manara, Playa El Doradillo, Playa Canteras, Playa Bañuls, Playa Punta Ameghino, Playa Casino, Playa Garipe y Playa Prismático.
El barrio-localidad Parque Ecológico Área El Doradillo se encuentra por fuera de los límites del área protegida, y se trata de un loteo que tiene el objetivo de crear quintas productivas en terrenos regados con agua tratada.

El paisaje continental está conformado por una estepa arbustiva de quilembay (Chuquiraga avellanedae) y jarilla (Larrea). La fauna autóctona se hace presente a través de la presencia de guanacos, maras, zorros, entre otras especies. La playa posee importantes acantilados y es muy frecuentada en verano.

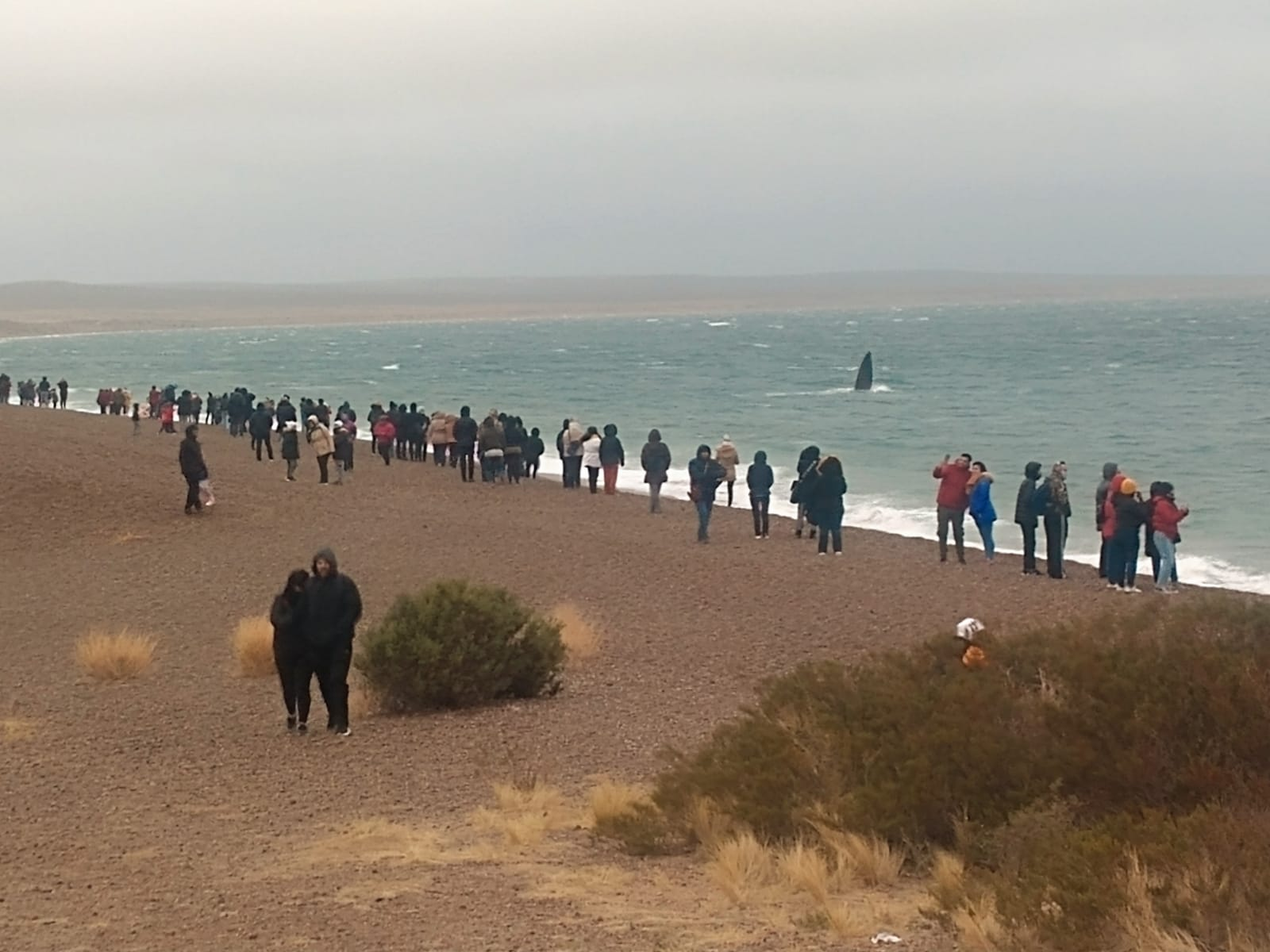
Excursión escolar para divisar ballenas con marea alta.
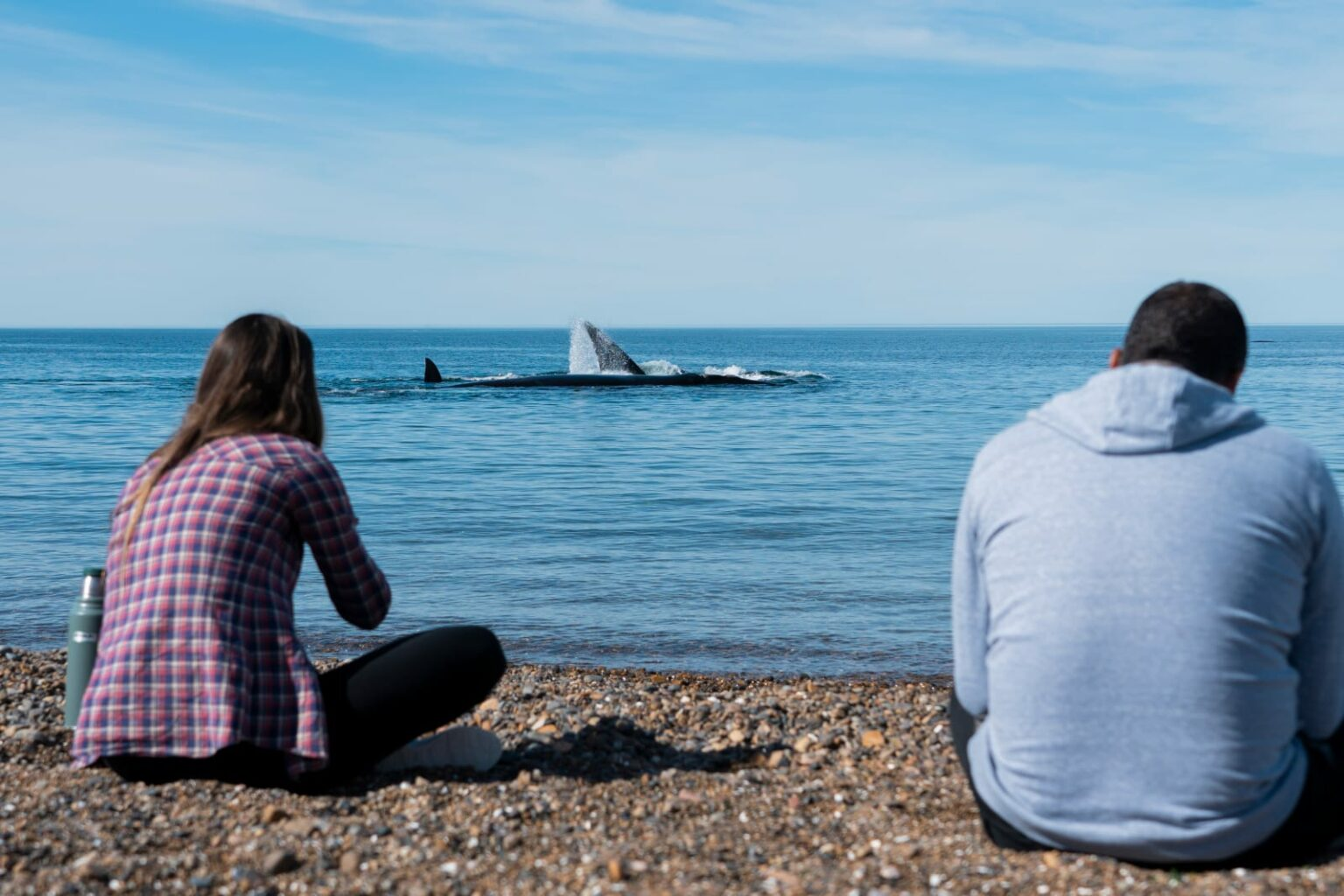
Turistas contemplando la proximidad de los cetáceos.
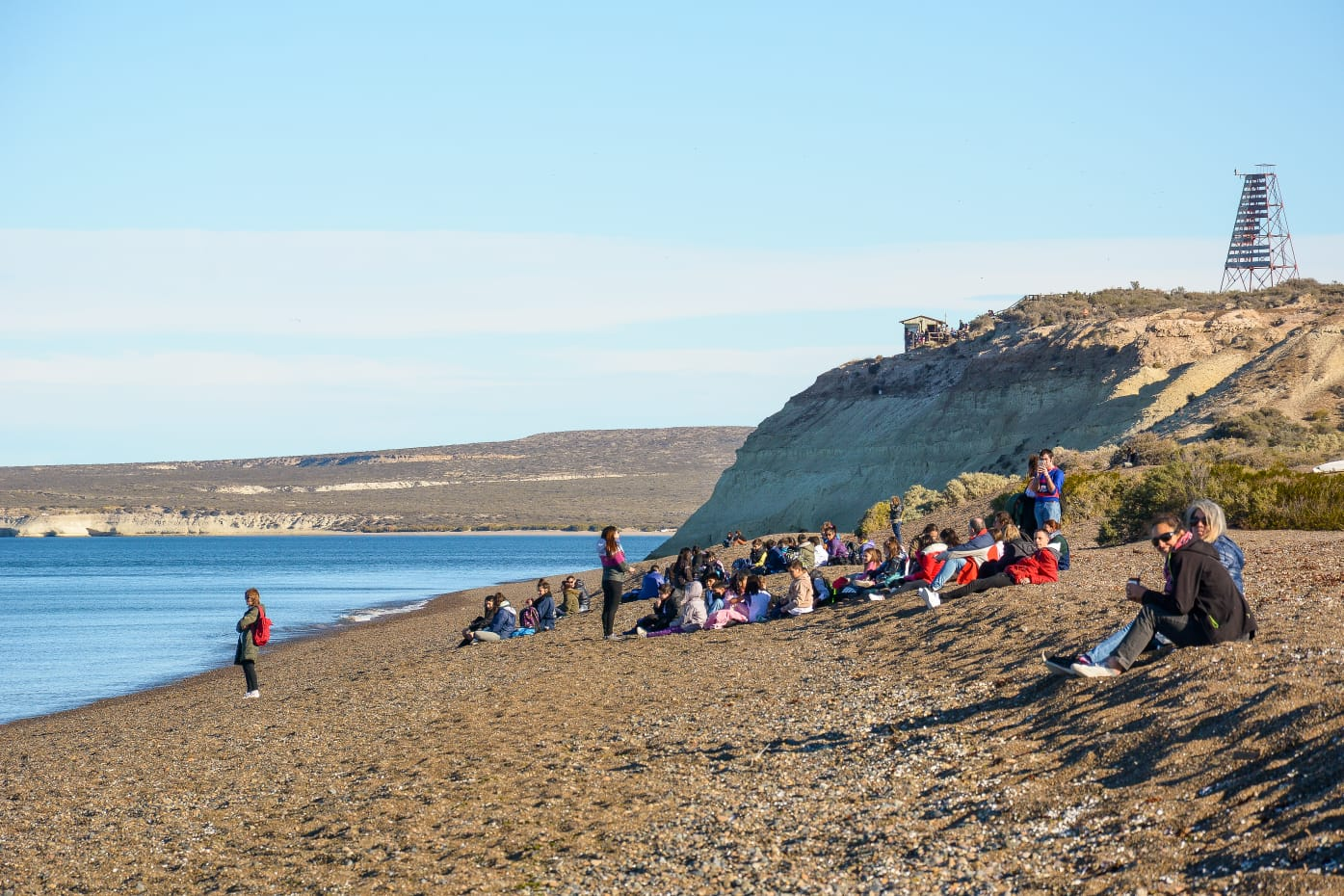
La playa delimitada por un accidente costero.